# 聖本圖杜烏納
聖本圖杜烏納（葡萄牙語：São Bento do Una），是巴西的城鎮，位於該國東北部，由伯南布哥州負責管轄，始建於1825年，面積727平方公里，海拔高度614米，2014年人口57,046，人口密度每平方公里78.47人。